# Köliskollan
Köliskollan är en tektonisk enhet inom den övre skollberggrunden i den svenska delen av Kaledoniderna, d.v.s. det som i dagligt tal kallas fjällkedjan. Köliskollan, vars namn kommer av namnet Kölen, ett alternativt namn på Skanderna.
Köliskollan består av omvandlade bergarter såsom fylliter, kvartsiter samt olika sorters skiffrar och återfinns i lågfjällets avrundade former. Dessutom finns här även tuff. Jämfört med seveskollan så vittrar köliskollans bergarter mycket fortare, vilket är en orsak till att inga höga fjällmassiv ligger i denna skolla.